# William Fly
William Fly (... – Boston, 12 luglio 1726) è stato un pirata britannico.
Divenne pirata il 28 giugno 1726 quando, nostromo del vascello Elisabeth, organizzò un ammutinamento per le crudeli condizioni in cui era tenuto l'equipaggio e si impadronì della nave.
I marinai della Elisabeth cucirono per primi il drappo con il teschio e le tibie incrociate, detto Jolly Roger, cambiarono il nome della nave in Fames' Revenge e si dettero quindi alla pirateria. Al comando del vascello Fly catturò cinque navi ma fu infine fatto egli stesso prigioniero da un ammutinamento di marinai appartenenti alle navi catturate ed arruolati a forza.
Condotto a Boston fu processato per omicidio e pirateria. Fly fu giustiziato mediante impiccagione il 12 luglio 1726.